# 엘 콜로르 데 라 파시온
《엘 콜로르 데 라 파시온》(스페인어: El color de la pasión)은 2014년 방영된 멕시코의 텔레노벨라이다.